# Antonio Rodrigo Torrijos
Antonio Rodrigo Torrijos es un sindicalista español. Participó en la creación de las primeras Comisiones Obreras en Andalucía durante la dictadura de Francisco Franco; posteriormente, durante la Transición, se integró en el Partido Comunista de España y en la década de 1980 en Izquierda Unida. Desde el año 2003 hasta 2007, participó en el gobierno municipal de Sevilla como 5º teniente de alcalde. En el mandato siguiente (2007-2011) ocupó el cargo de Primer Teniente de Alcalde, en virtud del Pacto por la Mayoría Social de Sevilla, suscrito por Izquierda Unida y el PSOE. 
Volvió a ser candidato en las elecciones municipales de mayo de 2011, a partir de cuyo momento quedó en la oposición como portavoz de su grupo, hasta que en noviembre de 2013 renunció a su acta de concejal.
Aunque sigue siendo miembro de la dirección local y provincial de Izquierda Unida y del PCA de Sevilla, no ocupa ningún cargo institucional en la actualidad.

## Trayectoria política y sindical
Profesional de la Sanidad pública, ATS-DUE en especialidad de Psiquiatría, ya jubilado. Como sindicalista, formó parte de las primeras Comisiones Obreras, surgidas en clandestinidad durante la dictadura franquista. Tras la legalización de las organizaciones sindicales, se convirtió en el primer Secretario General de la Federación Estatal de Sanidad de CCOO. Igualmente, ocupó el puesto de Secretario General de la Unión Provincial de CC.OO. de Sevilla en el período comprendido entre 1981 y 1996, antes de pasar a la actividad política. En 1987 participó con el número 24 en la Candidatura a las Elecciones Europeas por el PTE-UC.
Ha pertenecido a todos los máximos órganos de dirección del Sindicato y fue miembro de la Dirección Federal del PCE, formó parte del Comité Central del PCA y sigue siéndolo de la Dirección Provincial de este Partido, integrado en Izquierda Unida.
Fue elegido concejal de Sevilla por Izquierda Unida en las elecciones municipales de 2003, incoporándose al gobierno de la ciudad por el pacto entre las formaciones locales del PSOE e IU. En sus años de participación en el gobierno municipal de la ciudad de Sevilla, durante el mandato 2003-2007 ocupó la Delegación de Empleo y, a petición propia, la del Distrito Sur, en cuyo territorio se encuentra uno de los barrios más pobres de España, el Polígono Sur, indebidamente conocido como las “Tres mil Viviendas”. También ostentó la 5ª Tenencia de Alcaldía.
Tras las elecciones de mayo de 2007, se repite el cogobierno del mandato anterior y Antonio Rodrigo Torrijos ocupa la Primera Tenencia de Alcaldía del Ayuntamiento de Sevilla siendo, además, Delegado de Infraestructuras para la Sostenibilidad, Relaciones Institucionales, Delegado del Distrito Sur nuevamente, y responsable del Área Socioeconómica del Ayuntamiento, (que comprendía las Delegaciones de Infraestructuras para la Sostenibilidad, Juventud y Deportes, Participación Ciudadana y Economía y Empleo, además de los territorios distritales Bellavista-Palmera y Casco Antiguo), desarrollando al mismo tiempo las funciones de Portavoz del Grupo Municipal de Izquierda Unida.
En su trayectoria municipal, Rodrigo Torrijos apostó por la transformación urbana de Sevilla, para lo se impulsó un Plan General de Ordenación Urbanística (PGOU), aprobado en 2006, en cuya elaboración participaron multitud de personas y entidades sociales (ver página 7 del PGOU), culturales, sindicales, vecinales, consumeristas y académicas, entre muchas otras. 
Uno de sus mayores logros fue el impulso de la bicicleta como medio de transporte. En este sentido, se produjo un crecimiento exponencial en Sevilla de los usos diarios de la bicicleta, por la implantación del carril bici (140 km hasta 2011) y del servicio público de alquiler de bicicletas, Sevici. 
Sevilla, bajo la dirección de Antonio Rodrigo Torrijos se convirtió en una de las capitales del mundo en materia de bicicleta urbana, convirtiéndose en un caso de éxito por la contundencia de las inversiones y el escaso tiempo en que alcanzó unas cifras extraordinarias en materia de uso de la bicicleta. Obtuvo varios premios a nivel internacional, organizó encuentros congresuales de la Red de Ciudades por la Bicicleta e, incluso, se celebró en Sevilla en marzo de 2011 el evento “Velocity” el congreso más importante a nivel mundial.
Además, durante sus años de gobierno prestó especial atención a la vivienda. En ese tiempo se promovieron más de 7000 viviendas públicas, en momentos en que en el resto del país explotaba la burbuja inmobiliaria y la adquisición de una vivienda era una tarea imposible para las economías de las familias trabajadoras. 
En su ámbito de competencias estaba la Oficina de Atención al Inquilino en Situación de Abuso (OTAINSA), un dispositivo organizativo de novedosa creación y completamente pionero en el municipalismo español, destinado a proporcionar viviendas sociales para atender casos de personas con particulares condiciones socioeconómicas, que eran desahuciadas de su vivienda por causas no imputables a sí mismas. OTAINSA entregó más de 120 viviendas en alquiler, por cinco años prorrogables por otros cinco y por una cuota equivalente al 5% de los ingresos del arrendatario. Estas viviendas formaban parte de un Parque Social de Viviendas constituido para tal fin a instancias de Torrijos y se adjudicaban siguiendo los criterios fijados por el Consejo Municipal de la Vivienda, presidido por él mismo.
Su legado en materia de Empleo también se hizo notar. Las cláusulas de calidad social que impulsó pretendían algo tan revolucionario como sencillo. Hacer que las empresas que contratasen con el Ayuntamiento debían cumplir la ley. En materia de salud laboral, en igualdad salarial, en representación sindical, etc., dejando claro su compromiso con la clase trabajadora, demostrando que, a pesar de las escasas competencias que los ayuntamientos tienen para intervenir a favor del empleo, se puede intervenir. La patronal sevillana no aceptó negociar estos pliegos de cláusulas y las denunció en los tribunales quienes acabaron dándoles la razón.
De la misma manera impulsó en la empresa pública de transporte la creación de un título de viaje, inédito en su momento entre los títulos de viaje españoles, denominado “Bonobús Solidario” para que las personas desempleadas pudiesen viajar sin coste para ellas a la búsqueda de empleo. El coste anual se abonaba a la empresa de transporte por cuenta del presupuesto de la Delegación de Empleo que presidía Torrijos. Este Bonobús continúa emitiéndose en la actualidad, representando una positiva medida social entre las personas desempleadas.
Bajo la premisa de “ninguna persona es ilegal” favoreció la convivencia a través de la creación del Consejo Municipal del Migrante, adoptando numerosas iniciativas para su mejor integración en la ciudad.
El Área Socioeconómica que presidía impulsó, desde la Delegación de Juventud y Deportes, la construcción de 23 campos de césped artificial en los barrios populares, tradicionalmente olvidados. Lo mismo cabe decir de las docenas de pistas de pádel o el impulso de 5  piscinas cubiertas o nuevos pabellones deportivos, corrigiendo desigualdades en los barrios a donde nunca llegaban las instalaciones deportivas y facilitando infraestructuras deportivas de proximidad a lo largo y ancho de la ciudad. Ello favoreció los programas destinados al deporte de base, un novedoso concepto por entonces frente al deporte de competición. Esos programas incluyeron algunas marchas que favorecían participar frente a competir, tales como marchas en bicis, marchas nocturnas o numerosas marchas en barrios.
Desde la Delegación de Participación Ciudadana, también bajo la organicidad del Área de Socioeconomía, se impulsaron los Presupuestos Participativos, convirtiendo a las vecinas y vecinos en los protagonistas en la toma de decisiones en las inversiones en sus barrios, o en otras más amplias de ciudad.
En el plano político, su organización local, Izquierda Unida, en armonía con el grupo municipal del que Rodrigo Torrijos era portavoz, así como numerosas organizaciones ambientalistas, conformaron una plataforma para impedir la instalación en la zona más al sur de la ciudad de una central térmica de ciclo combinado en Punta del Verde. Hoy en día el tiempo ha dado la razón ambiental a aquella negativa, pero entonces, 2004-2005, no todo el mundo lo entendió.
Lo mismo procede decir con el Parque Periurbano de Tablada, verdadero pulmón verde de Sevilla, a cuya urbanización y posterior construcción de miles de viviendas se opuso Rodrigo Torrijos a través de la Plataforma Tablada Verde y Pública. Las fuerzas económicas y mediáticas de la ciudad declararon la guerra a esta postura negativa a urbanizar la Dehesa de Tablada. 
Estas iniciativas de gobierno tenían el objetivo político de transferir rentas de capital hacia rentas sociales. Ello motivó a las fuerzas conservadoras de la ciudad, que Torrijos bautizó como “tea party local” (derecha política, mediática, económica y alguna que otra derivada judicial) a judicializar la acción política, dándose el caso de que todos y cada uno de los miembros del grupo municipal de Izquierda Unida estuvieron imputados por una u otra razón a lo largo de sus mandatos municipales.
El proceso judicial más sonado fue el conocido como “caso Mercasevilla” en el que se acusaba a diez personas por la presunta manipulación del concurso público para la venta de los suelos. Entre esos acusados se encontraba Rodrigo Torrijos. Tras el juicio oral se dictó una sentencia absolutoria tan contundente que ni siquiera el ministerio fiscal se atrevió a recurrir, dejando en evidencia una fase de instrucción que durante los más de nueve años que duró, sirvió para acompasar “casualmente” cada uno de sus hitos “coincidiendo” con cualquier momento electoral. Fue utilizada por el Tea Party local para enfrentarse a los poderes democráticos, constituyendo una de las causas jurídicas más famosas y que más daño personal, familiar, social y político produjo a las personas encausadas, incluido el propio Rodrigo Torrijos. Véase al respecto un artículo del que fuera su Jefe de Gabinete, José Antonio Salido, a propósito de todo este proceso, o el trabajo del periodista Pepe Fernández en el que desgrana con objetividad todo el proceso.
Cabe resumir que durante los dos mandatos en los que participó en el gobierno local del ayuntamiento sevillano se produjo una experiencia de éxito que, con el paso del tiempo, ha sido reconocida hasta por los detractores –legítimos discrepantes algunos o adversarios políticos otros- como una etapa de profundas e importantes transformaciones que, sólo desde la determinación y una clara idea de modelo de ciudad, pudo llevarse adelante y de la que sentir profunda satisfacción.
En la actualidad, año 2021, Rodrigo Torrijos está jubilado aunque sigue militando política, sindical y socialmente y participando activamente en movilizaciones y luchas.